# 항공함대
항공함대, 혹은 에어플리트는 항공사에서 운용하는 항공기의 집단을 가리킨다. 그리고 군사에서 항공함대(독일어: Luftflotte 루프트플로테[*], 일본어: 航空艦隊 코쿠칸타이[*])는 제2차 세계 대전 당시 추축국인 나치 독일 국방군 루프트바페와 일본 제국 해군 항공대에서 채택했었던 조직 편제의 단위 중 하나이다.
- 항공함대 (독일), 루프트바페
- 항공함대 (일본), 제국 해군 항공대